# إريكا جو
إريكا جو (بالإنجليزية: Erika Jo)‏ هي مغنية وكاتبة غنائية أمريكية، ولدت في 2 نوفمبر 1986.